# 공룡메카드의 에피소드 목록
공룡메카드의 방영 목록이다.
- AGB 닐슨 미디어리서치

리마스터의 30분판의 에피소드 제목은 굵은 글씨 표시.
| 회차     | 회차                                  | 방송 일자                                              | 제목                                  | 전국 시청률(증감치) | 첫 등장한 캡처카, 타이니소어     |
| 오리지널 | 리마스터                              | 방송 일자                                              | 제목                                  | 전국 시청률(증감치) | 첫 등장한 캡처카, 타이니소어     |
| -------- | ------------------------------------- | ------------------------------------------------------ | ------------------------------------- | ------------------- | -------------------------------- |
| 1회      | 1회 (15분판) 1-A회 (30분판)           | 2017년 11월 23일 (오리지널) 2024년 1월 29일 (리마스터) | 공룡이 나타났다?!                     | 0.3%                | 알키온 티톤 티라노 트리케라      |
| 2회      | 2회 (15분판) 1-B회 (30분판)           | 2017년 11월 30일 (오리지널) 2024년 1월 29일 (리마스터) | 타이니소어의 수수께끼                 | 0.8%                | 브라키오                         |
| 3회      | 3회 (15분판) 2-A회 (30분판)           | 2017년 12월 7일 (오리지널) 2024년 2월 5일 (리마스터)   | 새로운 채집가                         | 0.5%                | 아렌 스테고 파키케 프테라 크로노 |
| 4회      | 4회 (15분판) 2-B회 (30분판)           | 2017년 12월 14일 (오리지널) 2024년 2월 5일 (리마스터)  | 사라진 타이니소어                     | 0.5%                | 옵탈모                           |
| 5회      | 5회 (15분판) 3-A회 (30분판)           | 2017년 12월 21일 (오리지널) 2024년 2월 12일 (리마스터) | 학교축제의 마술사!                    | 0.5%                | 데본느 니쿠스 사이카             |
| 6회      | 6회 (15분판) 3-B회 (30분판)           | 2017년 12월 28일 (오리지널) 2024년 2월 12일 (리마스터) | 학교에 가자!                          | 0.5%                | 플레시오                         |
| 7회      | 7회 (15분판) 4-A회 (30분판)           | 2018년 1월 4일 (오리지널) 2024년 2월 19일 (리마스터)   | 타이니소어는 누구의 것?               | 0.5%                | 미크로                           |
| 8회      | 8회 (15분판) 4-B회 (30분판)           | 2018년 1월 11일 (오리지널) 2024년 2월 19일 (리마스터)  | 루이킴의 특별훈련대작전               | 0.3%                | 람베오                           |
| 9회      | 9회 (15분판) 5-A회 (30분판)           | 2018년 1월 18일 (오리지널) 2024년 2월 26일 (리마스터)  | 나의 사랑스러운 애완동물              | 0.3%                | 파키리노                         |
| 10회     | 10회 (15분판) 5-B회 (30분판)          | 2018년 1월 25일 (오리지널) 2024년 2월 26일 (리마스터)  | 위험한 채집가 등장!                   | 0.3%                | 하딘 안킬로 딜로포               |
| 11회     | 11회 (15분판) 6-A회 (30분판)          | 2018년 2월 1일 (오리지널) 2024년 3월 4일 (리마스터)    | 용찬이가 없으면 심심해?               | 0.4%                | 수쿠스                           |
| 12회     | 12회 (15분판) 6-B회 (30분판)          | 2018년 2월 8일 (오리지널) 2024년 3월 11일 (리마스터)   | 놀이공원에 모인 다섯명의 채집가!      | 0.5%                | 스피노                           |
| 13회     | 13회 (15분판) 7-A회 (30분판)          | 2018년 3월 8일 (오리지널) 2024년 3월 18일 (리마스터)   | 처음으로 하는 2vs2 배틀               | 0.4%                | 카르노                           |
| 14회     | 14회 (15분판) 7-B회 (30분판)          | 2018년 3월 15일 (오리지널) 2024년 3월 18일 (리마스터)  | 용찬과 우람의 신경전                  | 0.3%                |                                  |
| 15회     | 15회 (15분판) 8-A회 (30분판)          | 2018년 3월 22일 (오리지널) 2024년 3월 25일 (리마스터)  | 결혼기념일 대소동                     | 0.5%                | 살타                             |
| 16회     | 16회 (15분판) 8-B회 (30분판)          | 2018년 3월 29일 (오리지널) 2024년 3월 25일 (리마스터)  | 천둥번개 치던 날 (상편)               | 0.3%                | 암모                             |
| 17회     | 17회 (15분판) 9-A회 (30분판)          | 2018년 4월 5일 (오리지널) 2024년 3월 25일 (리마스터)   | 천둥번개 치던 날 (하편)               | 0.3%                | 아노말로                         |
| 18회     | 18회 (15분판) 9-B회 (30분판)          | 2018년 4월 12일 (오리지널) 2024년 3월 25일 (리마스터)  | 유미가 아이돌이 된다고?!              | 0.5%                | 펜타                             |
| 19회     | 19회 (15분판) 10-A회 (30분판)         | 2018년 4월 19일 (오리지널) 2024년 4월 1일 (리마스터)   | 유령의 집 대소동                      | 0.5%                |                                  |
| 20회     | 20회 (15분판) 10-B회 (30분판)         | 2018년 5월 10일 (오리지널) 2024년 4월 1일 (리마스터)   | 이상한 나라의 나나린                  | 0.4%                | 모놀로포                         |
| 21회     | 21회 (15분판) 11-A회 (30분판)         | 2018년 5월 17일 (오리지널) 2024년 4월 8일 (리마스터)   | 최강공룡 탄생! 공포의 연구실          | 0.4%                | 파라사                           |
| 22회     | 22회 (15분판) 11-B회 (30분판)         | 2018년 5월 24일 (오리지널) 2024년 4월 8일 (리마스터)   | 수수께끼의 소녀 티라라                | 0.9%                | 칼로비스 케찰코                  |
| 23회     | 23회 (15분판) 12-A회 (30분판)         | 2018년 5월 31일 (오리지널) 2024년 4월 15일 (리마스터)  | 축제에서 타이니소어 찾기              | 0.4%                | 모사 테리지노                    |
| 24회     | 24회 (15분판) 12-B회 (30분판)         | 2018년 6월 7일 (오리지널) 2024년 4월 15일 (리마스터)   | 루이킴은 외로워                       | 0.2%                | 알로                             |
| 25회     | 25회 (15분판) 13-A회 (30분판)         | 2018년 6월 14일 (오리지널) 2024년 4월 22일 (리마스터)  | 안개 속의 소년                        | 0.5%                | 스테노 델타                      |
| 26회     | 26회 (15분판) 13-B회 (30분판)         | 2018년 6월 21일 (오리지널) 2024년 4월 22일 (리마스터)  | 용찬이만 모르는 일                    | 0.7%                | 수코미                           |
| 27회     | 27회 (15분판) 14-A회 (30분판)         | 2018년 7월 5일 (오리지널) 2024년 4월 29일 (리마스터)   | 루이킴의 선물                         | 0.5%                | 에이니오                         |
| 28회     | 28회 (15분판) 14-B회 (30분판)         | 2018년 7월 12일 (오리지널) 2024년 4월 29일 (리마스터)  | 위기일발 2대1배틀!                    | 0.7%                | 디모르                           |
| 29회     | 29회 (15분판) 15-A회 (30분판)         | 2018년 7월 19일 (오리지널) 2024년 5월 6일 (리마스터)   | 용찬, 로마로 날아가다!                | 0.5%                | 아크로칸토                       |
| 30회     | 30회 (15분판) 15-B회 (30분판)         | 2018년 7월 26일 (오리지널) 2024년 5월 6일 (리마스터)   | 거대정글, 아마존에서의 배틀           | 0.6%                | 아르켈론                         |
| 31회     | 31회 (15분판) 16-A회 (30분판)         | 2018년 8월 2일 (오리지널) 2024년 5월 13일 (리마스터)   | 뉴욕 대소동!                          | 0.6%                | 사우로                           |
| 32회     | 32회 (15분판) 16-B회 (30분판)         | 2018년 8월 16일 (오리지널) 2024년 5월 13일 (리마스터)  | 태고로부터의 목소리                   | 0.4%                | 매머드                           |
| 33회     | 33회 (15분판) 17-A회 (30분판)         | 2018년 8월 30일 (오리지널) 2024년 5월 20일 (리마스터)  | 네시와의 우연한 만남!                 | 0.6%                | 사스타                           |
| 34회     | 34회 (15분판) 17-B회 (30분판)         | 2018년 9월 6일 (오리지널) 2024년 5월 20일 (리마스터)   | 사바나에서 살아남기                   | 0.3%                | 오우라노                         |
| 35회     | 35회 (15분판) 18-A회 (30분판)         | 2018년 9월 13일 (오리지널) 2024년 5월 27일 (리마스터)  | 수오의 정체                           | 0.5%                | 메가트리케라                     |
| 36회     | 36회 (15분판) 18-B회 (30분판)         | 2018년 9월 27일 (오리지널) 2024년 5월 27일 (리마스터)  | 잠복은 하와이에서                     | 0.5%                |                                  |
| 37회     | 37회 (15분판) 19-A회 (30분판)         | 2018년 10월 4일 (오리지널) 2024년 6월 3일 (리마스터)   | 티라라가 이구아나의 친척이라고?!      | 0.4%                | 디메트로돈                       |
| 38회     | 38회 (15분판) 19-B회 (30분판)         | 2018년 10월 18일 (오리지널) 2024년 6월 3일 (리마스터)  | 무릉도원에서의 배틀                   | 0.4%                | 친타오                           |
| 39회     | 39회 (15분판) 20-A회 (30분판)         | 2018년 10월 25일 (오리지널) 2024년 6월 10일 (리마스터) | 메가트리케라의 결심                   | 0.4%                | 프시타코                         |
| 40회     | 40회 (15분판) 20-B회 (30분판)         | 2018년 11월 1일 (오리지널) 2024년 6월 17일 (리마스터)  | 메가트리케라는 어느 편?!              | 0.6%                | 니게르                           |
| 41회     | 41회 (15분판) 21-A회 (30분판)         | 2018년 11월 8일 (오리지널) 2024년 6월 17일 (리마스터)  | 진짜 공룡이 나타났다?!                | 0.7%                |                                  |
| 42회     | 42회 (15분판) 21-B회 (30분판)         | 2018년 11월 14일 (오리지널) 2024년 6월 24일 (리마스터) | 캡처카들의 배신                       | 0.6%                | 케이루스                         |
| 43회     | 43회 (15분판) 22-A회 (30분판)         | 2018년 11월 15일 (오리지널) 2024년 6월 24일 (리마스터) | 캡처카들의 기억을 되찾아라!           | 0.6%                | 둔클레오 투판닥 아르마딜로       |
| 44회     | 44회 (15분판) 22-B회 (30분판)         | 2018년 11월 21일 (오리지널) 2024년 7월 1일 (리마스터)  | 최강의 비밀병기 등장!                 | 0.5%                | 메가티라노 메가스피노            |
| 45회     | 45회 (15분판) 23-A회 (30분판)         | 2018년 11월 22일 (오리지널) 2024년 7월 1일 (리마스터)  | 타임머신 타고 공룡시대로!             | 0.6%                |                                  |
| 46회     | 46회 (15분판) 23-B회 (30분판)         | 2018년 11월 28일 (오리지널) 2024년 7월 8일 (리마스터)  | 티라라와 꼬마 공룡!                   | 0.6%                | 힐라에오                         |
| 47회     | 47회 (15분판) 24-A회 (30분판)         | 2018년 11월 29일 (오리지널) 2024년 7월 8일 (리마스터)  | 안녕? 조상님!                         | 0.4%                | 카르카로                         |
| 48회     | 48회 (15분판) 24-B회 (30분판)         | 2018년 12월 6일 (오리지널) 2024년 7월 15일 (리마스터)  | 공룡들의 최후                         | 0.5%                | 드라코렉스 디플로                |
| 49회     | 49회 (15분판) 25-A회 (30분판)         | 2018년 12월 12일 (오리지널) 2024년 7월 15일 (리마스터) | 진짜 칼로비스의 등장!                 | 0.8%                | 기가노토                         |
| 50회     | 50회 (15분판) 25-B회 (30분판)         | 2018년 12월 13일 (오리지널) 2024년 7월 22일 (리마스터) | 공포의 실험                           | 0.5%                |                                  |
| 51회     | 51회 (15분판) 26-A회 (30분판)         | 2018년 12월 20일 (오리지널) 2024년 7월 22일 (리마스터) | 개조공룡의 탄생!                      | 0.7%                |                                  |
| 52회(完) | 52회(完) (15분판) 26-B회(完) (30분판) | 2018년 12월 27일 (오리지널) 2024년 7월 29일 (리마스터) | 최후의 배틀! 그리고 지구은 운명은...? | 0.5%                |                                  |